# Кренжоли (Свентокшиське воєводство)
Кренжоли (пол. Krężoły) — село в Польщі, у гміні Водзіслав Єнджейовського повіту Свентокшиського воєводства.
Населення — 235 осіб (2011).
У 1975-1998 роках село належало до Келецького воєводства.

## Демографія
Демографічна структура на день 31 березня 2011 року:
|          | Загалом | Допрацездатний вік | Працездатний вік | Постпрацездатний вік |
| -------- | ------- | ------------------ | ---------------- | -------------------- |
| Чоловіки | 122     | 30                 | 73               | 19                   |
| Жінки    | 113     | 20                 | 62               | 31                   |
| Разом    | 235     | 50                 | 135              | 50                   |